# PSR B1509-58
PSR B1509-58 — оптический пульсар, находящийся на расстоянии около 17 тысяч световых лет от Солнца в созвездии Циркуля, открытый в 1982
году обсерваторией им. Эйнштейна. Считается, что возраст пульсара составляет около 1700 лет, пульсар располагается в туманности, простирающейся примерно на 150 световых лет. NASA описывает данный пульсар как «быстро вращающуюся нейтронную звезду, выделяющую в пространство энергию и создающую сложные структуры, в том числе структуры типа крупной лопасти.» Темп вращения составляет около 7 оборотов в секунду.
Из-за формы туманности вокруг пульсара объект получил народное название «Рука Бога».

## Галерея

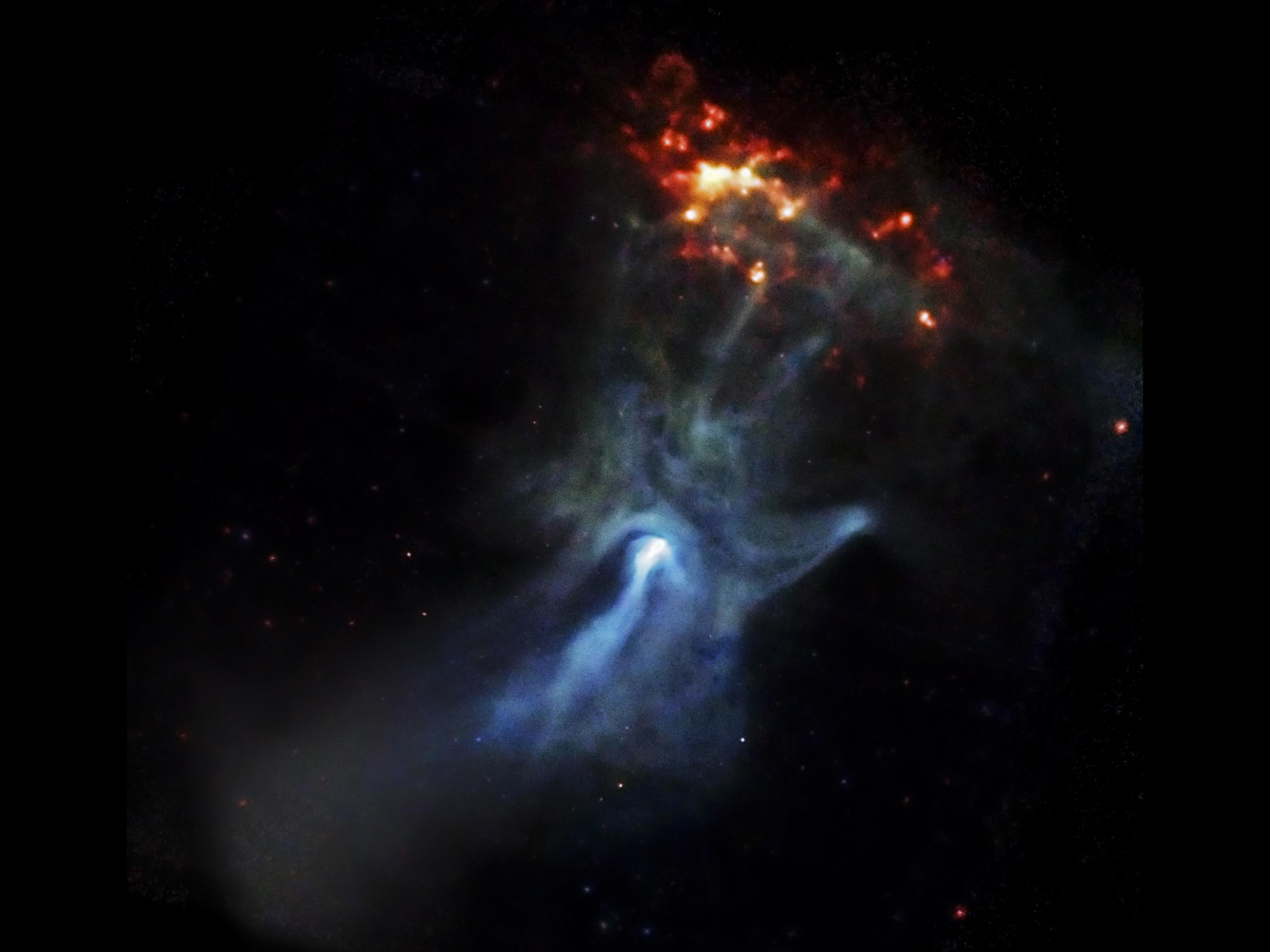
Рентгеновское изображение, полученное обсерваторией Чандра.
- PSR B1509-58.
- Последовательность изображений PSR B1509-58.
- Сопоставление размеров PSR B1509-58 и Крабовидной туманности.